# Maria Skobtsova
Maria Skobtsova, född 8 december 1891 i Riga, död 31 mars 1945 i Ravensbrück, var en rysk poet och nunna.

## Biografi
Maria Skobtsova föddes 1891 i Riga och fick namnet Elizaveta Yurievna Pilenko (Елизавета Юрьевна Пиленко). Efter att ha varit gift två gånger blev hon nunna och antog namnet Maria efter Gudsmodern. Moder Maria avled i ett förintelseläger 1945. När hon nu blivit ett kanoniserat helgon i ortodoxa kyrkan kallas hon Heliga Maria av Paris.
Innan Maria blev nunna var hon en rysk adelsdam. Hon behöll alltid sin poetiska ådra. Maria var en person som alltid tog hand om människor. När andra världskriget kom till Frankrike (där hon slutligen hade hamnat) så tog hon tillsammans med fader Dimitri och flera andra upp kampen för att rädda judar, bland annat skrev de dopbevis så att man skulle tro att judar som sökte deras hjälp var ortodoxt kristna.